# Tione di Trento
Tione di Trento – miejscowość i gmina we Włoszech, w regionie Trydent-Górna Adyga, w prowincji Trydent.
Według danych na rok 2004 gminę zamieszkiwało 3426 osób, 103,8 os./km².
Z Tione di Trento pochodzi Alice Parisi, włoska piłkarka.